# Équipe de Tunisie de football en 1959
L'équipe de Tunisie de football participe en 1959 pour la première fois aux éliminatoires des  Jeux olympiques de 1960 où elle se qualifie pour le tour suivant à l'issue d'un tournoi triangulaire avec l'équipe de Malte et du Maroc.

## Matchs
L'équipe dispute au total huit matchs au cours de l'année, dont trois matchs de préparation :

### Rencontres internationales
| Date              | Stade             | Adversaire | Score | Comp | Buteurs tunisiens     |
| 8 mars 1959       | Tunis, Tunisie    | Malte      | 0-0   | A    |                       |
| 1er novembre 1959 | La Valette, Malte | Malte      | 0-0   | QJO  |                       |
| 15 novembre 1959  | Tunis, Tunisie    | Maroc      | 2-0   | QJO  | Henia 20e 32e         |
| 6 décembre 1959   | Tunis, Tunisie    | Malte      | 2-0   | QJO  | Henia 51e, Braiek 88e |
| 27 décembre 1959  | Casablanca, Maroc | Maroc      | 1-3   | QJO  | Néji 27e              |

### Matchs de préparation
| Date             | Stade          | Adversaire          | Score | Comp | Buteurs tunisiens |
| 1er janvier 1959 | Tunis, Tunisie | Hongrie (B)         | 0-3   | A    |                   |
| 10 mai 1959      | Tunis, Tunisie | Tchécoslovaquie (B) | 0-2   | A    |                   |
| 7 juin 1959      | Tunis, Tunisie | Italie (C)          | 1-2   | A    | Ben Zekri 85e     |